# Stenocereus dumortieri
Stenocereus dumortieri är en kaktusväxtart som först beskrevs av Michael Joseph François Scheidweiler, och fick sitt nu gällande namn av Franz Buxbaum. Stenocereus dumortieri ingår i släktet Stenocereus och familjen kaktusväxter. Inga underarter finns listade i Catalogue of Life.